# Palazzo Corsini al Prato
Koordinaten: 43° 46′ 36,6″ N, 11° 14′ 31,5″ O

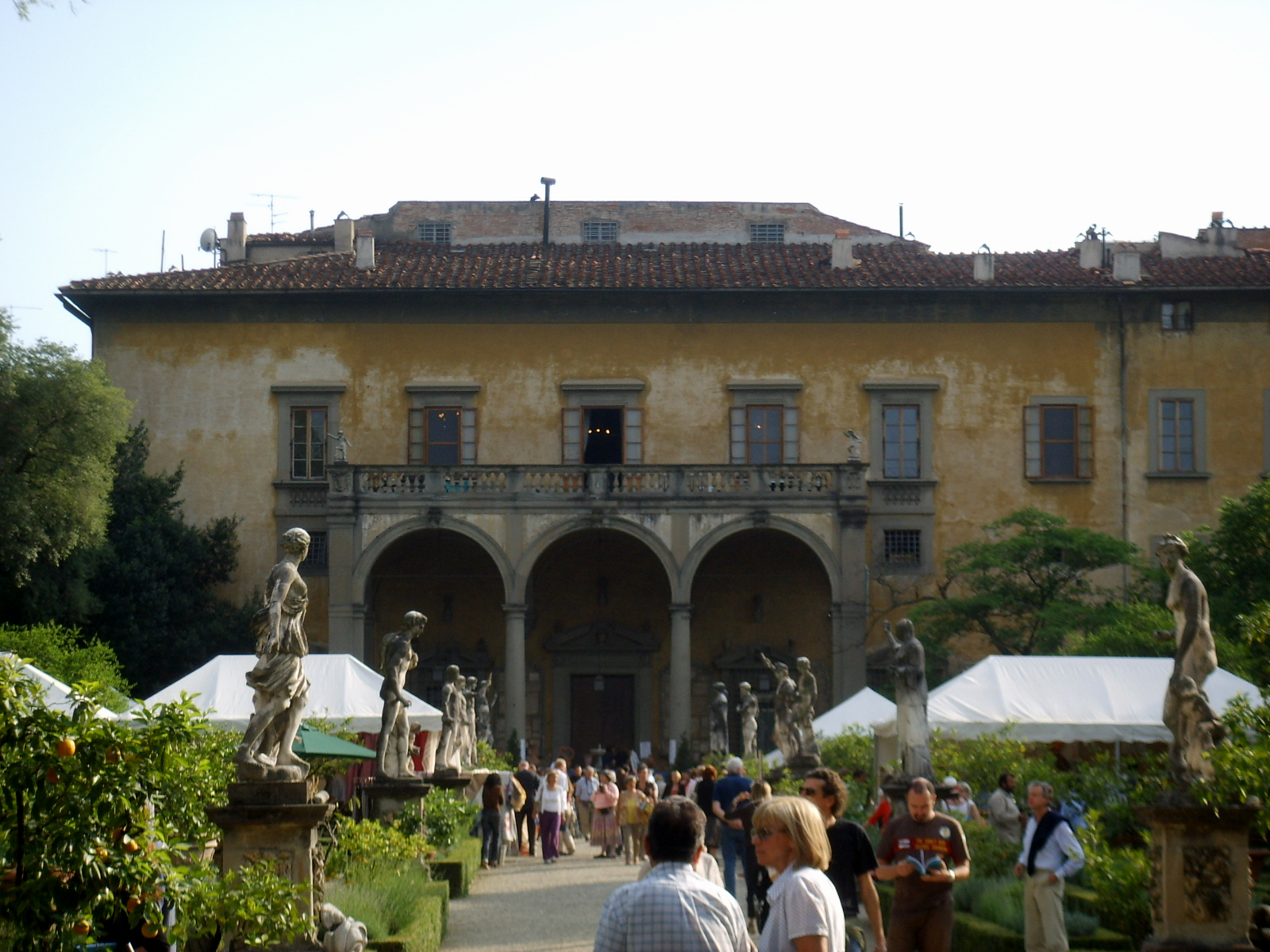
Fassade der Gartenseite

Der Palazzo Corsini al Prato gehörte der wohlhabenden Familie Corsini in Florenz und befindet sich in der Via il Prato 58. Ein weiterer Palast der Corsini-Familie ist der Palazzo Corsini sul Lungarno. Der Giardino Corsini al Prato ist Teil dieses Palastkomplexes.

## Der Prato
Der Prato ist ein großer Platz im westlichen Teil des historischen Zentrums von Florenz, der früher nicht asphaltiert war, da er für den wöchentlichen Viehmarkt genutzt wurde. Das Gebiet war und ist eingezwängt zwischen dem Dominikanerkloster Santa Maria Novella und dem der Humiliaten von Ognissanti und beherbergte auch eine Reihe von Krankenhäusern für Leprakranke, die es ziemlich unangenehm machten.
Ab der Mitte des 16. Jahrhunderts erlebte die Gegend eine echte Wiedergeburt und wurde zu einem Ort der Repräsentation und des Flanierens. Diese Entwicklung wurde durch die in diesem Gebiet stattgefundene Hochzeit zwischen dem Großherzog Ferdinando I. de’ Medici und Christine von Lothringen im Jahr 1589 begründet, die von den großen Künstlern des Hofes wie Giambologna, Bartolomeo Ammannati und Bernardo Buontalenti mit prächtigen Kulissen ausgestattet wurde.

## Casino des 16. Jahrhunderts

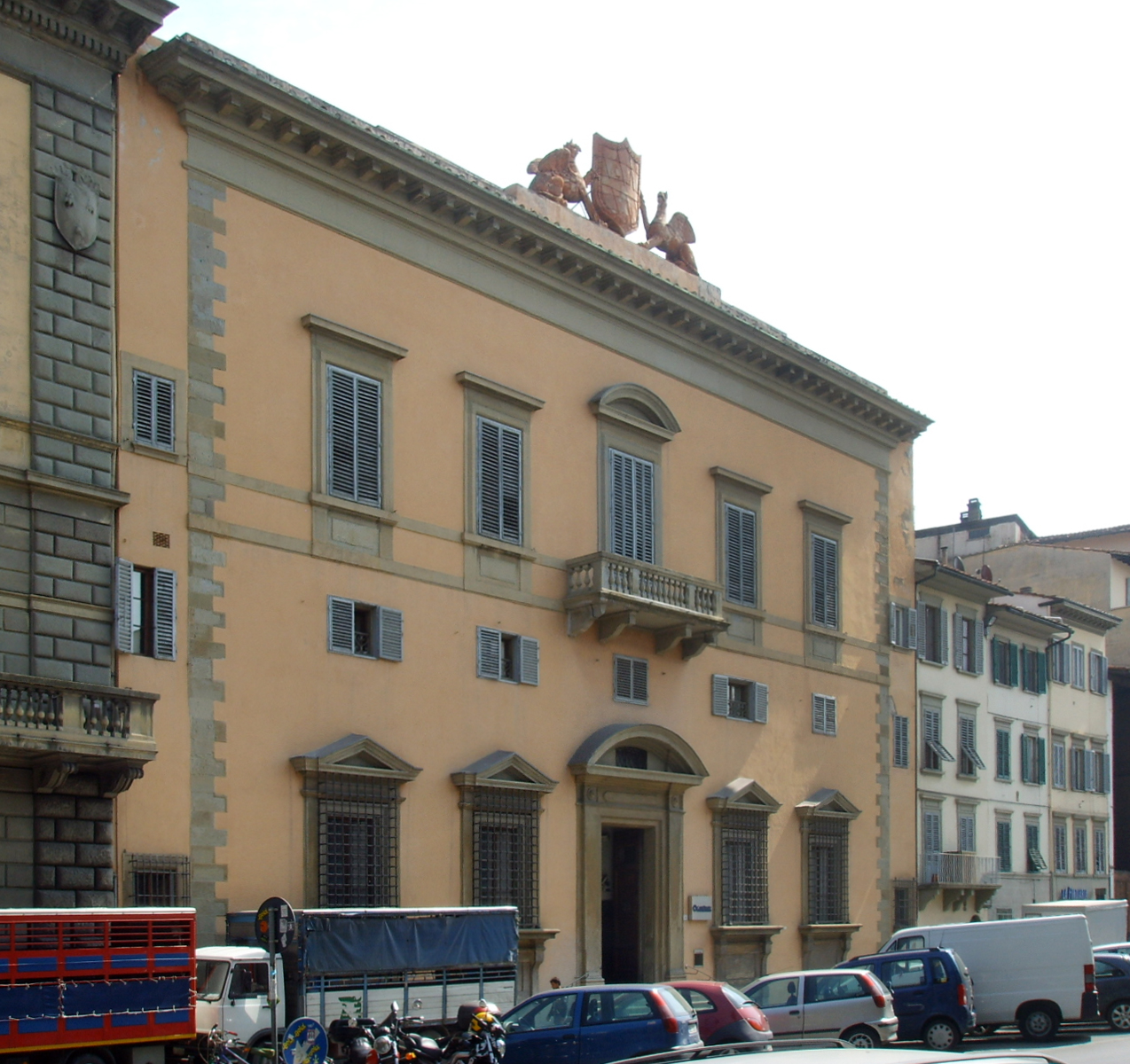
Der Palast aus dem 16. Jahrhundert vom Prato aus gesehen

Die Grundsteinlegung des Palastes auf einer Anhöhe des Prato geht auf das Jahr 1590 zurück. Der Palast wurde von Buontalenti für Alessandro Acciaiuoli entworfen, einem Aristokraten mit einer Leidenschaft für Botanik, der ein „Casino“ besitzen wollte, eines jener Gebäude, die damals sehr in Mode waren und aus einer Art Villa in der Stadt bestanden, die von einem großen Park umgeben war.
Aus diesem Grund wurden die Räume des Palastes im Wesentlichen im Erdgeschoss errichtet, wo die Familie in der Nähe des Gartens wohnte, mit hohen Decken und Verzierungen, die normalerweise den oberen Etagen der Stadtpaläste vorbehalten waren. Zum ursprünglichen Projekt gehören die „Finestra inginocchiata“, d. h. mit Konsolen,  die auf vorspringenden Stützen ruhen, und mit einem Tympanon. Einige Jahre später brachte jedoch der Konkurs der Banco dei Ricci, einer Familie mit freundschaftlichen und finanziellen Beziehungen zur Familie Acciaioli, die Arbeiten zum Erliegen.

## Die Corsini

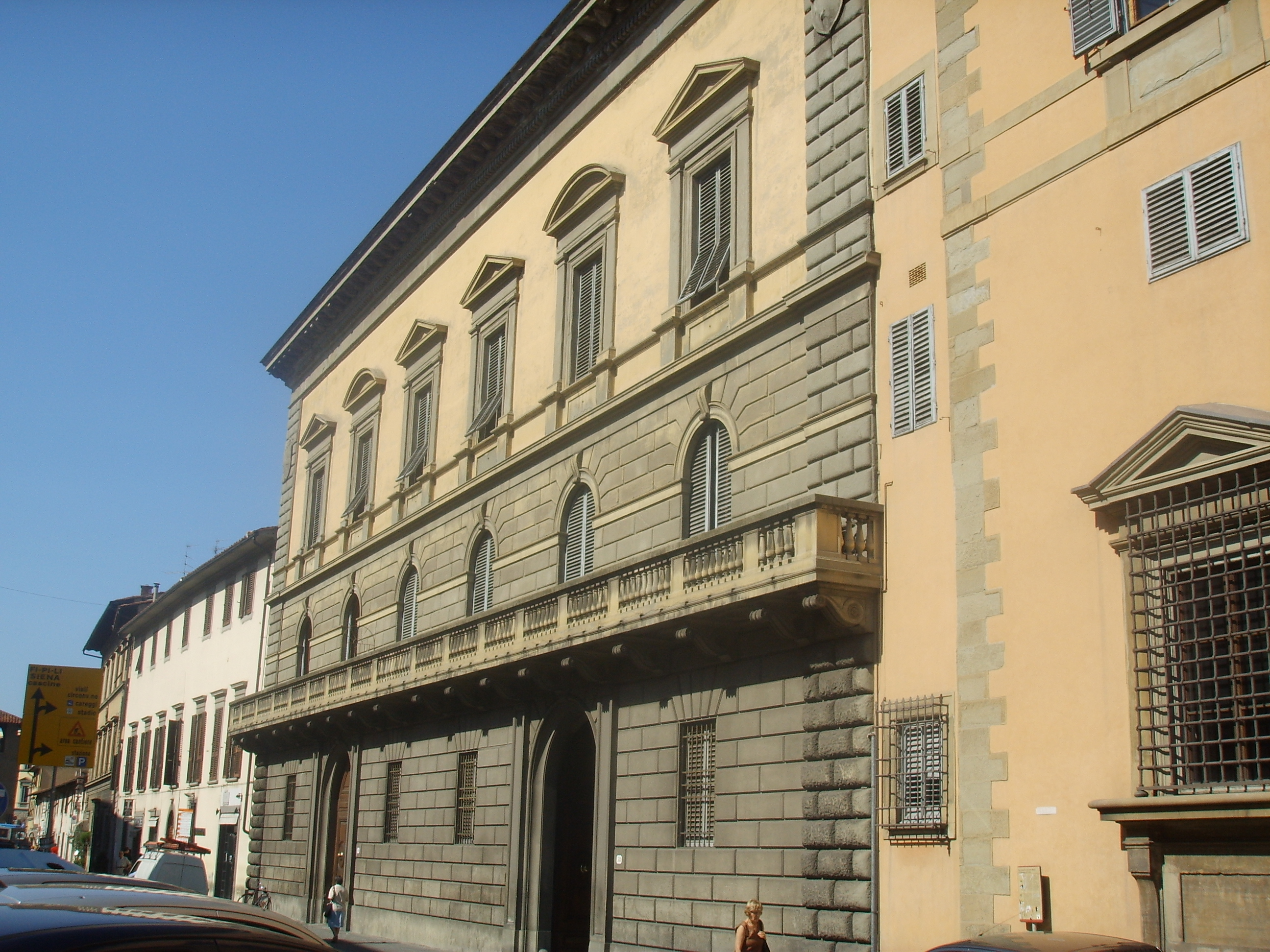
Fassade des Anbaus aus dem 19. Jahrhundert mit dem Balkon auf den Prato

Im Jahr 1620 wurde das Anwesen an die Corsini verkauft, und in der Verkaufsurkunde werden ein unvollendetes Haus, ein semplicista, d. h. ein Nutzgarten mit Heilpflanzen, wie sie im Giardino dei Semplici angebaut wurden, und eine Ragnaia, d. h. ein Steineichenhain, in dem auch Netze zum Vogelfang angebracht waren, erwähnt.
Filippo Corsini beauftragte Gherardo Silvani mit der Anlage eines italienischen Gartens. Er schuf die schöne, mit Statuen geschmückte Allee, die noch heute an der Rückseite der Villa zu sehen ist, wobei die Skulpturen auf abgeschrägten Sockeln ruhen, um eine weitläufige Perspektive zu schaffen.
Unübersehbare geometrische Muster aus Buchsbaumhecken schmückten den Park, zusammen mit zwei Waldflächen, in denen ein Lorbeerlabyrinth angelegt wurde. Nicht weniger als drei Orangerien, in denen die über 130 Zitrusbäume überwintern, zeugen von der ungezügelten Leidenschaft der damaligen Zeit für Zitrusfrüchte.
Im 18. Jahrhundert erreichte die Familie ihren gesellschaftlichen Höhepunkt mit der Wahl von Kardinal Lorenzo Corsini zum Papst Clemens XII. Dessen Neffe Neri war ein großer Sammler von Antiquitäten, davon zeugt die Sammlung von Grabsteinen und verschiedenen antiken Inschriften (griechisch, lateinisch und etruskisch), die unter der Loggia der Palastfassade in dekorative Rahmen eingefügt wurden, ähnlich wie es die Riccardi im Palazzo Medici Riccardi getan hatten.

## 19. Jahrhundert

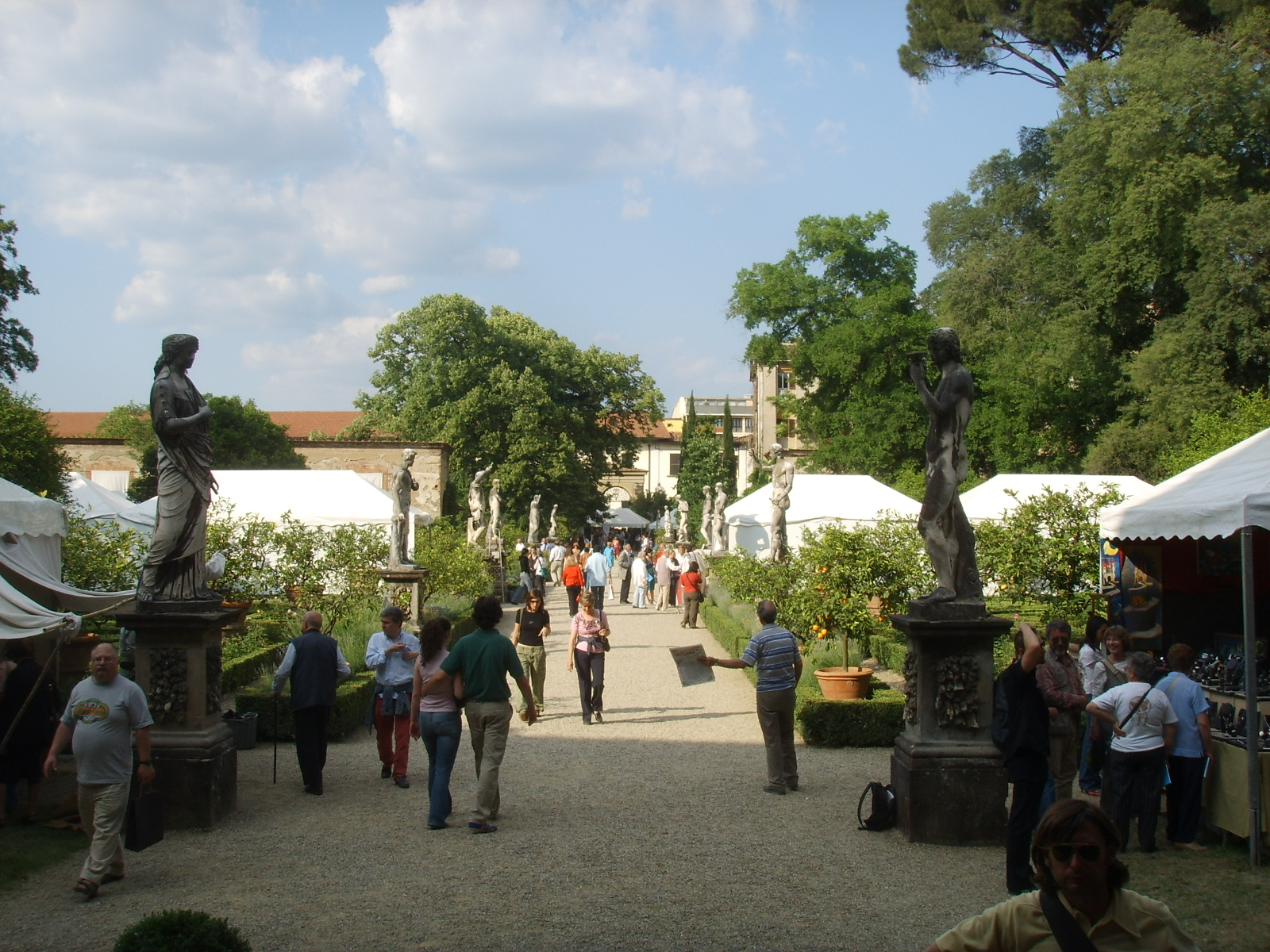
Allee mit Statuen

Im 19. Jahrhundert wurde das Gebäude, das im Vergleich zum Palazzo Corsini am Lungarno nur als Sommerresidenz diente, zum ständigen Wohnsitz des Marchese Neri Corsini di Lajatico und wurde von dem Architekten Ulisse Faldi durch den Bau von zwei Seitenflügeln im Neorenaissance-Stil erheblich erweitert. Später, um 1860, errichtete Vincenzo Micheli an der Stelle des ehemaligen Klosters Santi Maria e Giuseppe sul Prato ein neues Gebäude mit Blick auf den Prato. Dort wurde ein Balkon errichtet, damit die Besucher den Palio dei Berberi, die florentinische Version des Palio di Siena, beobachten konnten. Bist etwa 1870 fand das Pferderennen von der Via Ponte alle Mosse (die ihren Namen der Tatsache verdankt, dass das Rennen hier begann) bis zur Porta alla Croce (heute Piazza Beccaria) statt.
Auf Veranlassung der Malerin Antonietta Wald Stratten wurde der Garten, im Einklang mit der damals vorherrschenden Mode, in einen englischen Gartens im romantischen Stil umgestaltet. Die Ragnaie wurden in einen von Wegen durchzogenen Hain aus schnell wachsenden Bäumen umgestaltet. Vor der Orangerie wurde ein kleiner See angelegt, der jedoch bald zugeschüttet wurde, da er wegen des stehenden Wassers unerwünschte Mückenschwärme mit sich brachte. Die schöne Statue eines Kindes auf einer Schildkröte, die für die Mitte des Teiches geschaffen wurde, bleibt jedoch erhalten.

## 20. Jahrhundert
Die jüngste Anlage wurde von Oliva di Collobiano im Auftrag von Giorgiana Corsini (1939–2020) entworfen, die in den 1980er Jahren die Blumenbeete des italienischen Gartens mit Pfingstrosen in verschiedenen Rosatönen neu gestaltete, eine schöne, aber nicht philologische Wahl im Vergleich zum alten Garten.
Einmal im Jahr, Mitte Mai, findet hier die Ausstellung Artigianato e Palazzo statt, die der Handwerkskunst und den alten Berufen gewidmet ist.

## Sonstige Bemerkungen

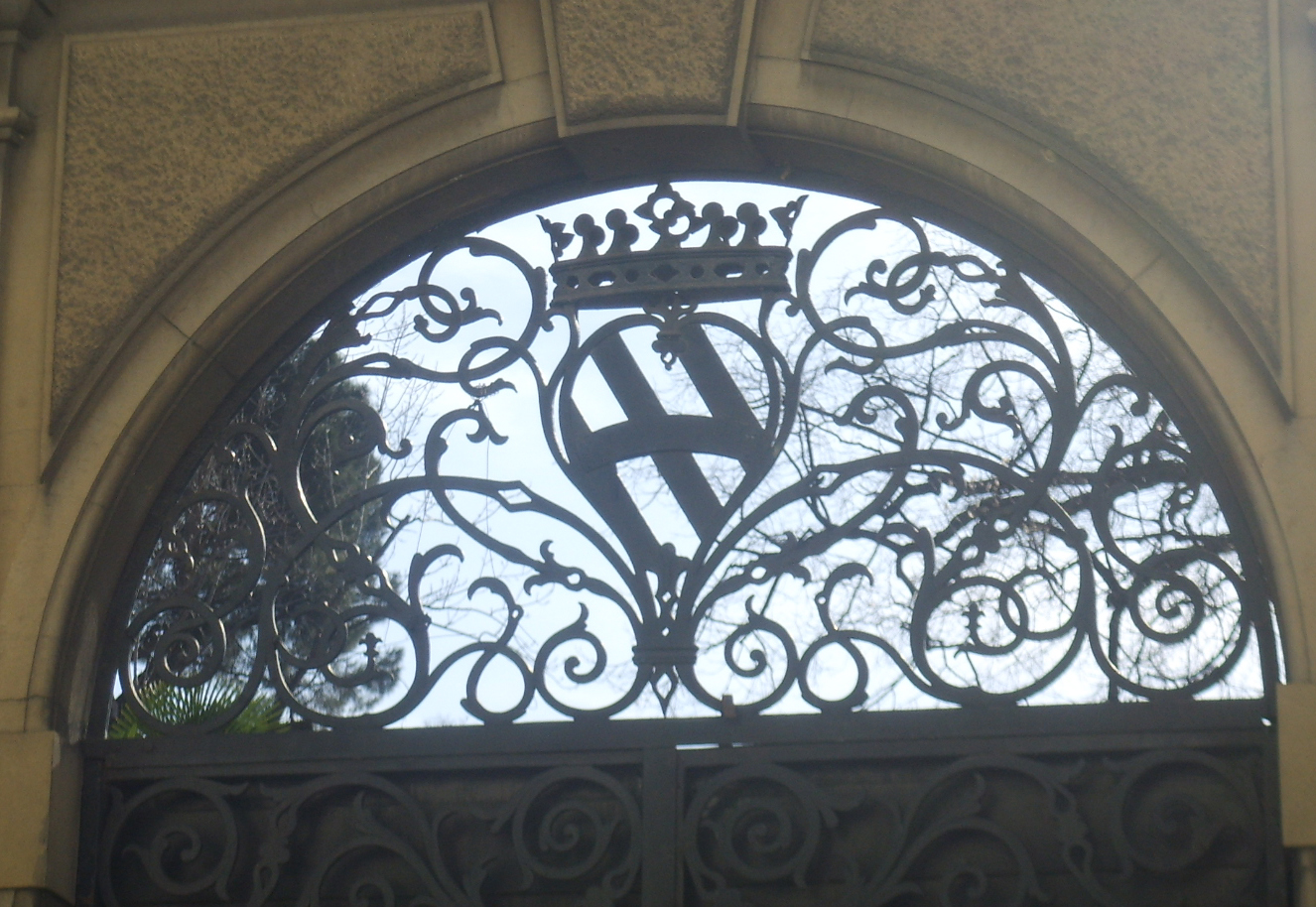
Wappen am Gartentor

- Im Garten lebt eine große, jahrhundertealte Schildkrötenkolonie, die ein perfektes Umfeld zum Überleben vorfindet und mittlerweile mehr als 100 Tiere zählt.
- Von der gleichen hohen Mauer umgeben und daher für den Stadtverkehr unsichtbar befindet sich westlich des Gartens eine Wiese mit jahrhundertealten Linden, das letzte Stück landwirtschaftliche Nutzfläche im Zentrum von Florenz.
- Viele illustre Gäste haben in diesem Schloss übernachtet, von Friedrich IV. von Dänemark über den Prince of Wales, Charles Edward Stuart, bis hin zu den Königinnen Victoria von England und Margarethe von Italien.

## Galerie

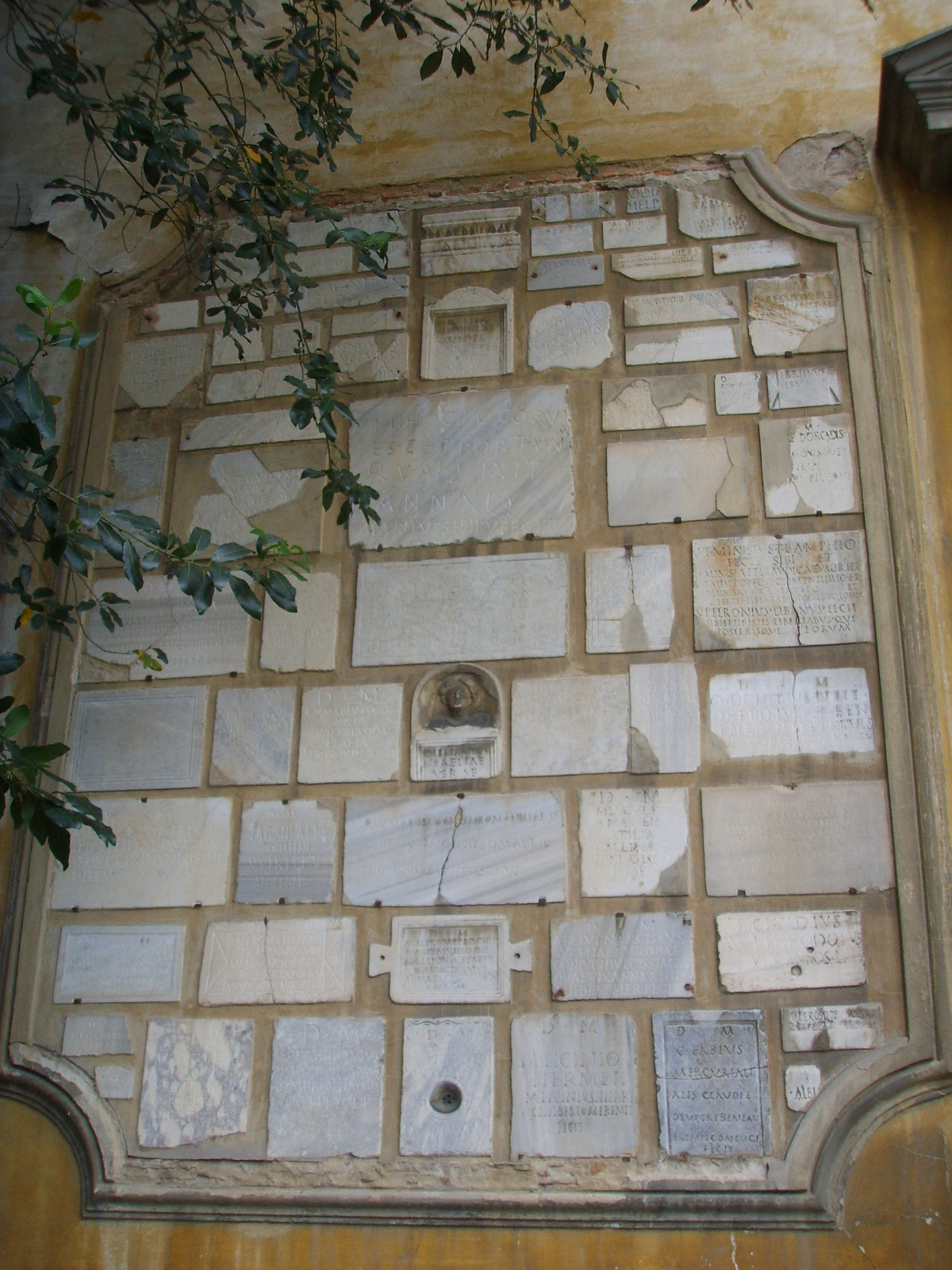
Eine der in die Außenmauer des Palastes eingelassenen Lapidarien
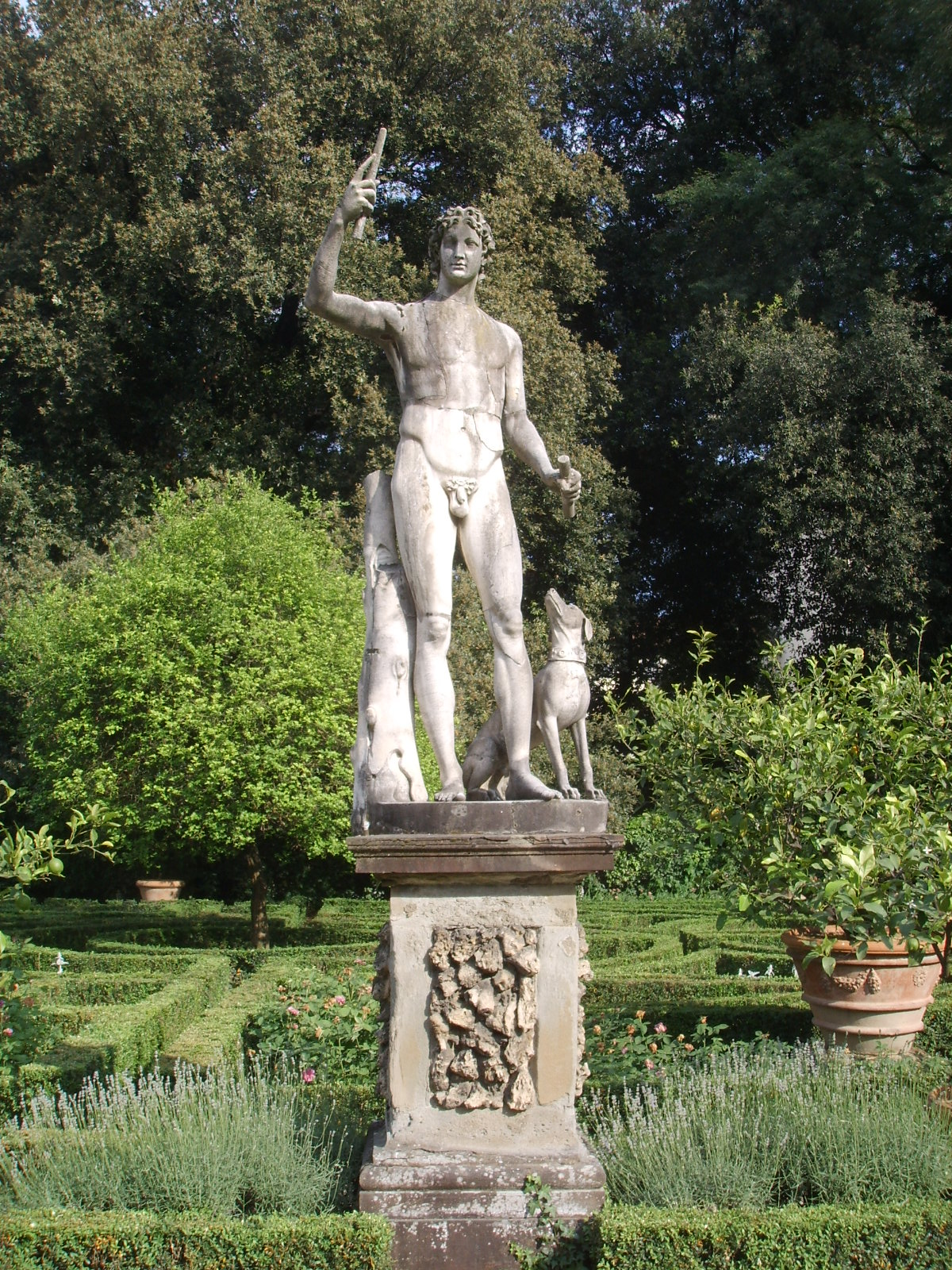
Statue aus dem 18. Jahrhundert
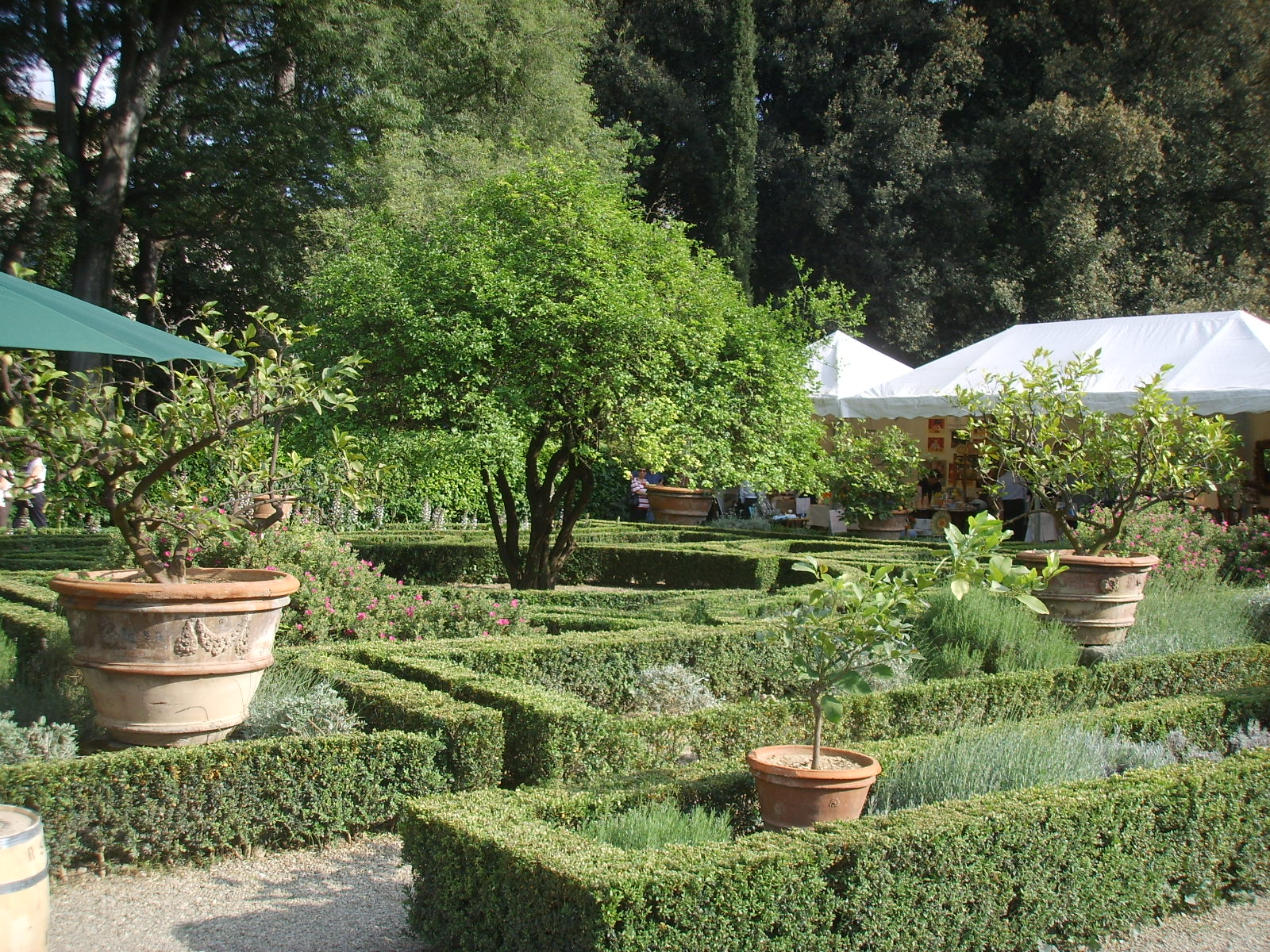
Geometrische Blumenbeete
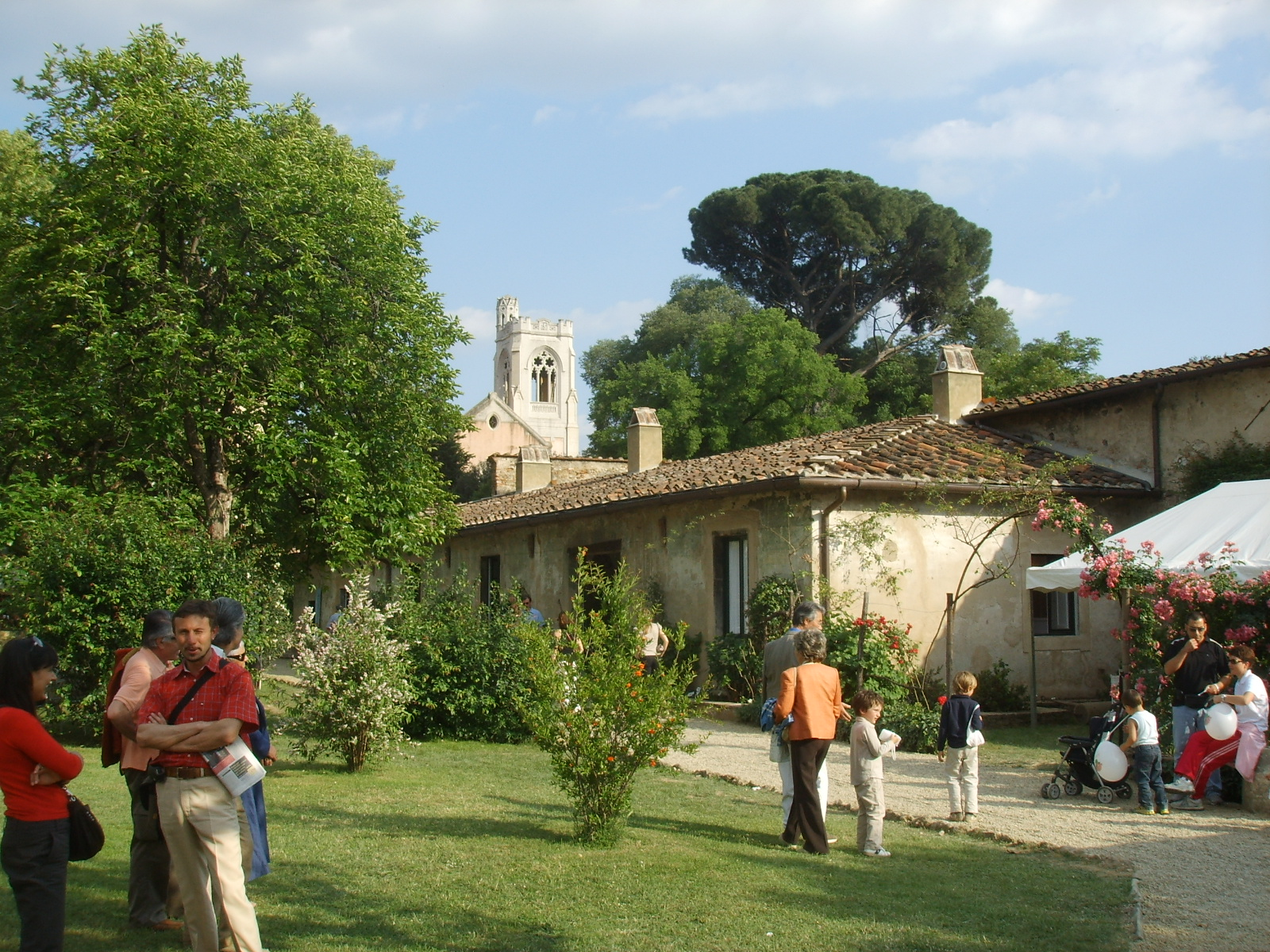
Landwirtschaftliche Gebäude, im Hintergrund die American Episcopal Church of Saint James